# Koulalé
Koulalé  est une localité de l'ouest de la Côte d'Ivoire et appartenant au département de Biankouma, dans la Région des Dix-Huit Montagnes. La localité de Koulalé est un chef-lieu de commune.